# Nòvia de lloguer
Nòvia de lloguer (rus: Гуляй, Вася!, romanitzat: Guliai, Vassia!) és una pel·lícula de comèdia russa del 2017 dirigida per Roman Karimov. Els papers principals van ser interpretats per Iefim Petrunin com a Mitia i Liubov Aksiónova com a Vassia. S'ha doblat i subtitulat al català.
La pel·lícula va rebre una resposta generalment positiva de la crítica. El 2021 es va estrenar una seqüela titulada Guliai, Vassia! Svidanie na Bali.
La pel·lícula es va estrenar als cinemes el 14 de febrer de 2017. El 29 d'agost del mateix any es va emetre al canal de televisió STS.